# Криворожский суриковый завод
Криворожский суриковый завод (укр. Криворі́зький су́риковий заво́д) — предприятие химической промышленности в городе Кривой Рог Днепропетровской области Украины.

## История
Предприятие основано в 1938 году как красочная фабрика по производству сурика. Изначально была вспомогательным предприятием Южно-рудного треста.
В 1931—1936 годах были построены новые производственные мощности. В 1936 году получил современное название.
В 1964 году в состав предприятия вошёл завод «Химпром», выпускавший лакокрасочную продукцию. С этого момента на заводе начало действовать два цеха — по производству земляных пигментов и лакокрасочной продукции.
В 1966 году в районе Смычки был построен новый лакокрасочный цех, в котором начат выпуск эмали, грунтовок и жидкостно-тёртых красок. К 1981 году ежегодные объёмы производства краски достигли 26 тысяч тонн.
В 1972 году в Долгинцевском районе Кривого Рога был построен новый цех земляных пигментов, начавший производство железистого сурика.
В 1981 году введена в строй установка с замкнутым вентиляционным циклом проектной мощностью 50 тысяч тонн, фактическое производство составило 40—45 тысяч тонн.
Завод был единственным в СССР предприятием по производству сухого сурика. Продукция поставлялась в более 500 городов СССР и 17 стран мира.

## Продукция
Основные виды продукции:
- железистый сурик, молотый тальк;
- асбесто-цементные изделия;
- пентаглитофиевые эмали ПФ-115, −133, −266;
- масляные краски;
- цинковые и титановые белила;
- грунтовки.

## Персоналии
Директора завода:
- Е. Шарко (1959—1974);
- А. Егоров (1974—1984);
- Васильков Александр Михайлович (2003—2010);
- Столетний Сергей Васильевич (с 2010).